# Fanini-Seven Up
L'equip Fanini-Seven Up, conegut anteriorment com a Murella o Remac, va ser un italià, de ciclisme en ruta que va competir entre 1984 i 1988. No s'ha de confondre amb el Fanini-Wührer.

## Principals resultats
- Giro del Trentino: Franco Chioccioli (1984)
- Giro de Toscana: Gianbattista Baronchelli (1984)
- Trofeu Matteotti: Jorgen Marcussen (1986)
- Tirrena-Adriàtica: Rolf Sørensen (1987)
- Herald Sun Tour: Stefano Tomasini (1987)
- Trofeu Laigueglia: Paolo Cimini (1988)
- Giro de l'Etna: Paolo Cimini (1988)
- Coppa Placci: Pierino Gavazzi (1988)

### A les grans voltes
- Giro d'Itàlia
  - 5 participacions (1984, 1985, 1986, 1987, 1988)
  - 4 victòries d'etapa:
    - 2 el 1984: Dag-Erik Pedersen
    - 1 el 1987: Paolo Cimini
    - 1 el 1988: Alessio Di Basco

  - 0 classificacions finals:
  - 1 classificacions secundàries:
    - Classificació dels joves: Stefano Tomasini (1988)

- Tour de França
  - 0 participacions

- Volta a Espanya
  - 0 participacions